# Jen
Die Sprache Dza (ISO 639-3: jen; janjo und jenjo genannt) ist eine Adamaua-Sprache aus der Sprachgruppe der Jen-Sprachen, die von insgesamt 20.100 Personen (im Jahre 2000) in den nigerianischen Bundesstaaten Taraba und Adamawa gesprochen wird.
Dza oder Jen ist die wichtigste Sprache aus der Untergruppe, der sie ihren Namen gab – diese bildet einen Teil der größeren Sprachgruppe der Waja-Jen-Sprachen. Dza hat mehrere Dialekte: kaigama, laredo (ardido) und jaule (joole).